# Živko Kolega
Živko Kolega (Kali na otoku Ugljanu, 6. lipnja 1946.), hrvatski političar i bivši gradonačelnik Zadra.
Osnovnu školu pohađao je u Kalima i Zadru, gdje je završio i gimnaziju. Diplomirao je medicinu na Medicinskom fakultetu u Zagrebu, a specijalizaciju iz kirurgije završio je u Saveznoj Republici Njemačkoj. Duži niz godina bio je zaposlen u Općoj bolnici Zadar kao specijalist kirurgije. Subspecijalist je abdominalne kirurgije. Niz godina bio je šef kirurgije u Općoj bolnici Zadar. Bio je predsjednik Skupštine općine Zadar 1992./1993. godine te zastupnik u Županijskom domu Sabora od 1997. – 2001. godine. Od 2004. do 2005. obnašao je dužnost zamjenika tadašnje gradonačelnice Zadra Ane Lovrin, a zatim dužnost gradonačelnika Zadra. Bio je oženjen za poznatu zadarsku profesoricu geografije i povijesti Vjekoslavu Kolega sve do njezine iznenadne smrt nakon teške bolesti. Član je HDZ-a.